# Bigamia
Bigamia – pozostawanie w związku małżeńskim z osobą, która znajduje się w innym ważnym związku małżeńskim.
Bigamia jest przestępstwem w większości krajów świata, które uznają wyłącznie małżeństwa monogamiczne. Najczęściej ani pierwszy, ani drugi małżonek nie wiedzą o drugim małżonku partnera. Zgoda poprzedniego małżonka nie ma wpływu na zgodność z prawem drugiego małżeństwa, uważanego za nieważne.
W niektórych krajach z dominującym islamem bigamia jest dozwolona, m.in. w Iranie (wymagana zgoda pierwszej żony), niektórych stanach Indii, Libii, Arabii Saudyjskiej, Malediwach, w Maroku (tylko dla muzułmanów), Pakistanie, Polinezji (muzułmanie), RPA, Sudanie, Tajlandii. 
W niektórych stanach USA bigamia niektórych zamkniętych grup religijnych, np. mormonów nie jest ścigana z urzędu.

## W Polsce

### Zawarcie małżeństwa
W Polsce bigamia jest czynem zabronionym stypizowanym w art. 206 Kodeksu karnego: karalne jest zawieranie małżeństwa pomimo pozostawania w związku małżeńskim. Jeżeli druga osoba ma świadomość, że zawiera związek małżeński z osobą niebędącą stanu wolnego, to odpowiada razem z nią jako podżegacz lub pomocnik.
Problem prawny stanowić może sytuacja, kiedy dwie osoby będące małżeństwem biorą ponownie ślub ze sobą (w sytuacji, kiedy oba śluby wiążą się z zawarciem małżeństwa prawa cywilnego). Stosując dosłowne brzmienie art. 206 (i odpowiednich przepisów poprzednio obowiązującego kodeksu karnego) taki czyn stanowi bigamię, ale w kilku wypadkach przyjęto zasadę nieuznania tego za przestępstwo z powodu znikomego stopnia szkodliwości społecznej czynu.
Taki problem nie dotyczy sytuacji, kiedy osoby, które zawarły ślub za granicą, decydują się na ponowny ślub w Polsce, jeśli uznanie ich związku za małżeństwo napotyka na przeszkody.

### Bigamista w Polsce
W kręgu kultury łacińskiej bigamia co do zasady stanowi przestępstwo. W niektórych krajach (m.in. islamskich) bigamia i poligamia jest legalna. Jeżeli osoba, która podlega systemowi prawnemu takiego państwa i zawarła małżeństwo w takim państwie, zawiera kolejne małżeństwo w Polsce, popełnia przestępstwo z art. 206 k.k. Natomiast nie stanowi przestępstwa samo pozostawanie takiej osoby w bigamicznym lub poligamicznym związku.